# Coen Vermeltfoort
Coen Vermeltfoort (Heeswijk, Bernheze, Brabant del Nord, l'11 d'abril de 1988) és un ciclista neerlandès, professional des del 2007, quan va debutar amb l'equip del seu país Rabobank Continental, filial del Belkin Pro Cycling Team. Després de quatre anys al filial, va donar el salt el 2011 al primer equip.
Com amateur va guanyar proves importants com la París-Roubaix sub-23 del 2008. Com a professional destaquen tres edicions de la Ster van Zwolle, així com altres curses d'un dia belgues.

## Palmarès
- 2007
  - Vencedor d'una etapa etapa de l'Olympia's Tour
- 2008
  - 1r a la París-Roubaix sub-23
  - Vencedor de 2 etapes de l'Olympia's Tour
  - Vencedor de 2 etapes del Tour de Bretanya
  - 1r al Tour de Drenthe
  - Vencedor d'una etapa del Gran Premi Guillem Tell
  - Vencedor d'una etapa del Tour de l'Avenir
- 2010
  - 1r a la Zellik-Galmaarden
  - Vencedor de 2 etapes de l'Olympia's Tour
- 2013
  - 1r a l'Arno Wallaard Memorial
  - 1r al Gran Premi del 1r de maig - Premi d'honor Vic de Bruyne
  - Vencedor d'una etapa etapa de l'Olympia's Tour
- 2014
  - Vencedor d'una etapa del Circuit de les Ardenes
  - Vencedor d'una etapa de l'Olympia's Tour
  - Vencedor de 3 etapes de la Fletxa del Sud
- 2015
  - 1r a l'Omloop van de Glazen Stad
- 2016
  - Vencedor de 2 etapes de la Fletxa del Sud
- 2019
  - 1r a la Slag om Norg
  - 1r a la Ster van Zwolle
  - 1r a la Ronde van Groningen
  - Vencedor d'una etapa de l'Olympia's Tour
- 2020
  - 1r a l'Omloop van de Braakman
- 2021
  - 1r a la Ster van Zwolle
- 2022
  - 1r al PWZ Zuidenveld Tour
  - 1r al Tour d'Overijssel
  - 1r a la Districtenpijl-Ekeren-Deurne
  - 1r a la Ronde van de Achterhoek
  - 1r al Gran Premi Rik Van Looy
  - Vencedor d'una etapa al Tour de Loir i Cher
  - Vencedor d'una etapa a la Cursa de Solidarność i els Atletes Olímpics
- 2023
  - 1r a la Ster van Zwolle
  - 1r al Tour d'Overijssel
  - 1r a l'Omloop der Kempen
  - Vencedor d'una etapa a la Cursa de Solidarność i els Atletes Olímpics